# Olympische Sommerspiele 1980/Judo
Bei den XXII. Olympischen Sommerspielen 1980 in Moskau fanden acht Judo-Wettbewerbe für Männer statt. Austragungsort war der Lenin-Sportpalast (heute Sportpalast Luschniki). Auf dem Programm standen zwei Gewichtsklassen mehr als zuvor.

## Bilanz

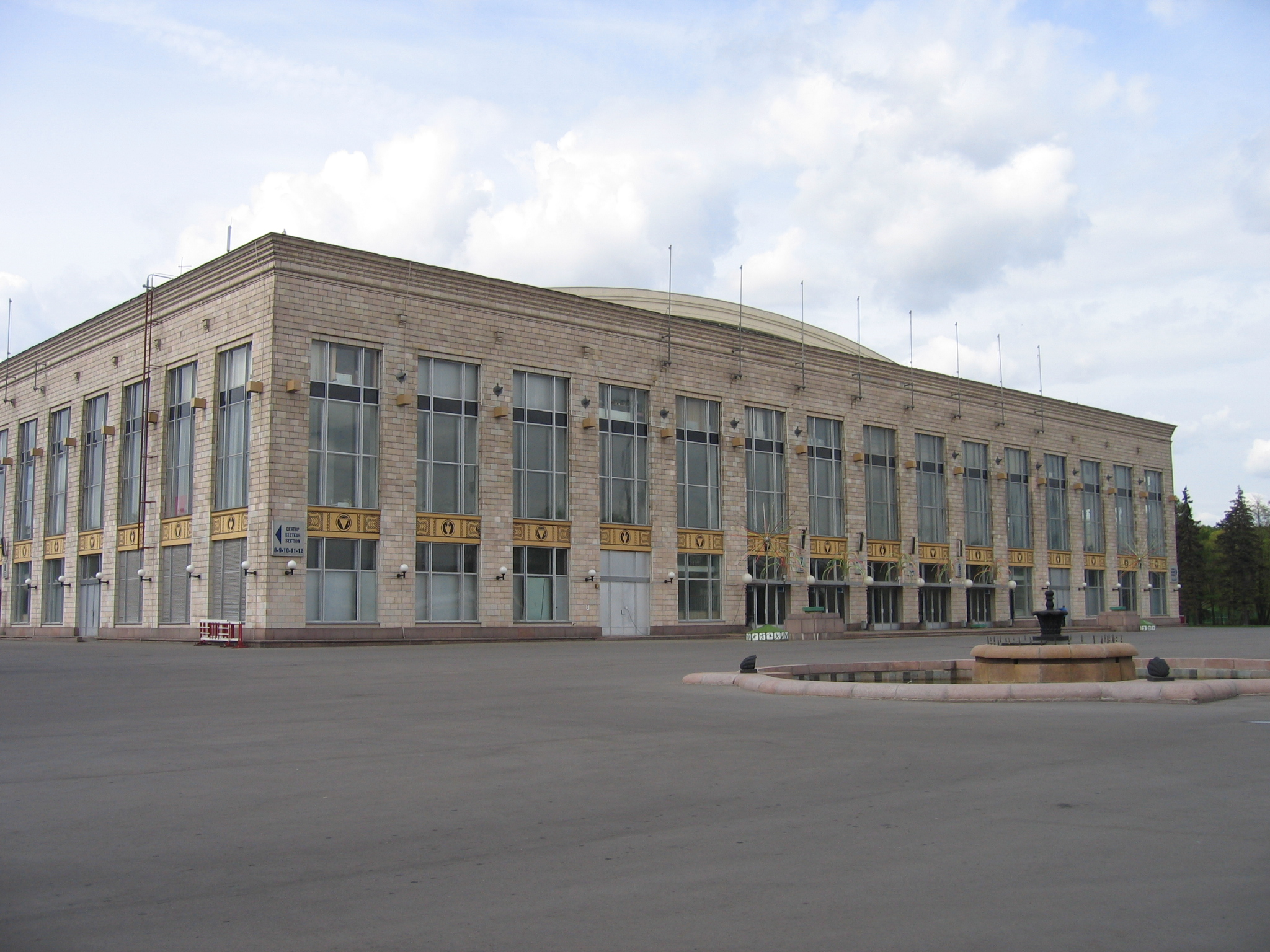
Sportpalast Luschniki

### Medaillenspiegel
| Platz | Land             | Gold | Silber | Bronze | Gesamt |
| ----- | ---------------- | ---- | ------ | ------ | ------ |
| 1     | Sowjetunion      | 2    | 1      | 2      | 5      |
| 2     | Frankreich       | 2    | 1      | 1      | 4      |
| 3     | DDR              | 1    | –      | 4      | 5      |
| 4     | Belgien          | 1    | –      | –      | 1      |
| 4     | Italien          | 1    | –      | –      | 1      |
| 4     | Schweiz          | 1    | –      | –      | 1      |
| 7     | Kuba             | –    | 3      | –      | 3      |
| 8     | Bulgarien        | –    | 1      | 1      | 2      |
| 8     | Großbritannien   | –    | 1      | 1      | 2      |
| 8     | Mongolei         | –    | 1      | 1      | 2      |
| 11    | Ungarn           | –    | –      | 2      | 2      |
| 12    | Niederlande      | –    | –      | 1      | 1      |
| 12    | Jugoslawien      | –    | –      | 1      | 1      |
| 12    | Polen            | –    | –      | 1      | 1      |
| 12    | Tschechoslowakei | –    | –      | 1      | 1      |

### Medaillengewinner
| Konkurrenz          | Gold                | Silber            | Bronze                                   |
| ------------------- | ------------------- | ----------------- | ---------------------------------------- |
| Superleichtgewicht  | Thierry Rey         | José Rodríguez    | Arambi Jemisch Tibor Kincses             |
| Halbleichtgewicht   | Nikolai Soloduchin  | Tsendiin Damdin   | Ilijan Nedkow Janusz Pawłowski           |
| Leichtgewicht       | Ezio Gamba          | Neil Adams        | Rawdangiin Dawaadalai Karl-Heinz Lehmann |
| Halbmittelgewicht   | Schota Chabareli    | Juan Ferrer       | Harald Heinke Bernard Tchoullouyan       |
| Mittelschwergewicht | Jürg Röthlisberger  | Isaac Azcuy       | Aleksandrs Jackēvičs Detlef Ultsch       |
| Halbschwergewicht   | Robert Van de Walle | Tengis Chubuluri  | Dietmar Lorenz Henk Numan                |
| Schwergewicht       | Angelo Parisi       | Dimitar Saprjanow | Vladimír Kocman Radomir Kovačević        |
| Offene Klasse       | Dietmar Lorenz      | Angelo Parisi     | Arthur Mapp András Ozsvár                |

## Ergebnisse

### Superleichtgewicht (bis 60 kg)
| Platz | Land | Sportler        |
| ----- | ---- | --------------- |
| 1     | FRA  | Thierry Rey     |
| 2     | CUB  | José Rodríguez  |
| 3     | URS  | Arambi Jemisch  |
| 3     | HUN  | Tibor Kincses   |
| 5     | GBR  | John Holliday   |
| 5     | TCH  | Pavel Petřikov  |
| 7     | SYR  | Samir El-Najjar |
| 7     | FIN  | Reino Fagerlund |
|       |      |                 |
| 13    | GDR  | Reinhardt Arndt |
| 13    | SUI  | Marcel Burkhard |
| 19    | AUT  | Josef Reiter    |

Datum: 1. August 1980 

29 Teilnehmer aus 29 Ländern

### Halbleichtgewicht (bis 65 kg)

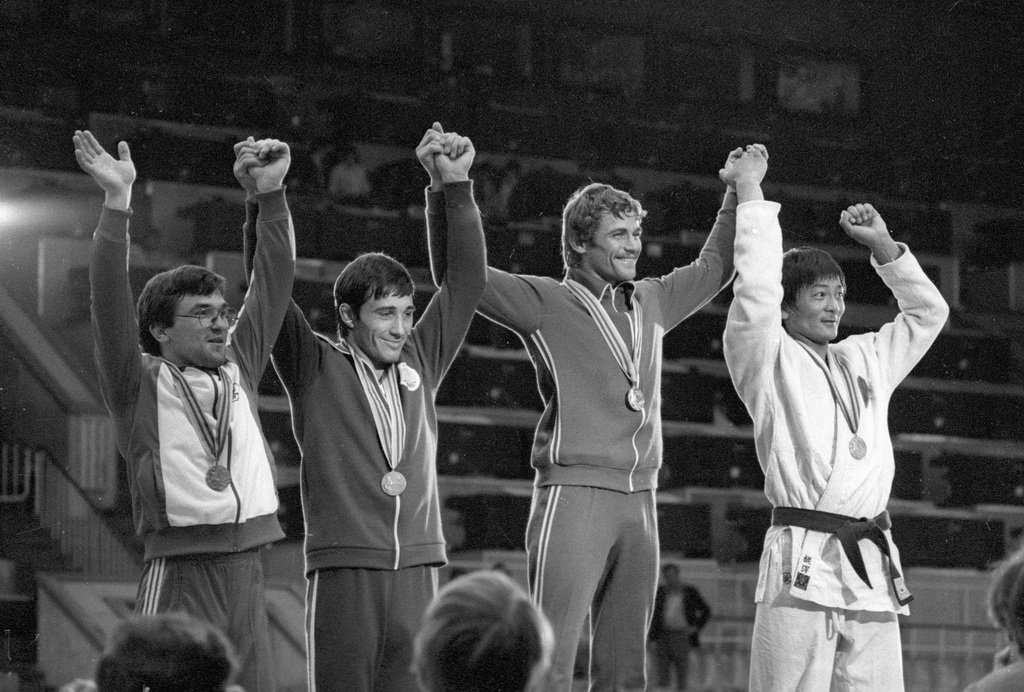
Die Medaillengewinner bei der Siegerehrung (v.l.: Pawłowski, Nedkow, Soloduchin, Damdin)

| Platz | Land | Sportler           |
| ----- | ---- | ------------------ |
| 1     | URS  | Nikolai Soloduchin |
| 2     | MGL  | Tsendiin Damdin    |
| 3     | BUL  | Ilijan Nedkow      |
| 3     | POL  | Janusz Pawłowski   |
| 5     | FRA  | Yves Delvingt      |
| 5     | GDR  | Torsten Reißmann   |
| 7     | SWE  | Wolfgang Biedron   |
| 7     | TCH  | Jaroslav Kříž      |

Datum: 31. Juli 1980 

29 Teilnehmer aus 29 Ländern

### Leichtgewicht (bis 71 kg)
| Platz | Land | Sportler              |
| ----- | ---- | --------------------- |
| 1     | ITA  | Ezio Gamba            |
| 2     | GBR  | Neil Adams            |
| 3     | MGL  | Rawdangiin Dawaadalai |
| 3     | GDR  | Karl-Heinz Lehmann    |
| 5     | POL  | Edward Alkśnin        |
| 5     | FRA  | Christian Dyot        |
| 7     | PRK  | Kim Byong-gun         |
| 7     | AUS  | Michael Picken        |
|       |      |                       |
| 19    | AUT  | Johann Leo            |

Datum: 30. Juli 1980 

30 Teilnehmer aus 30 Ländern

### Halbmittelgewicht (bis 78 kg)

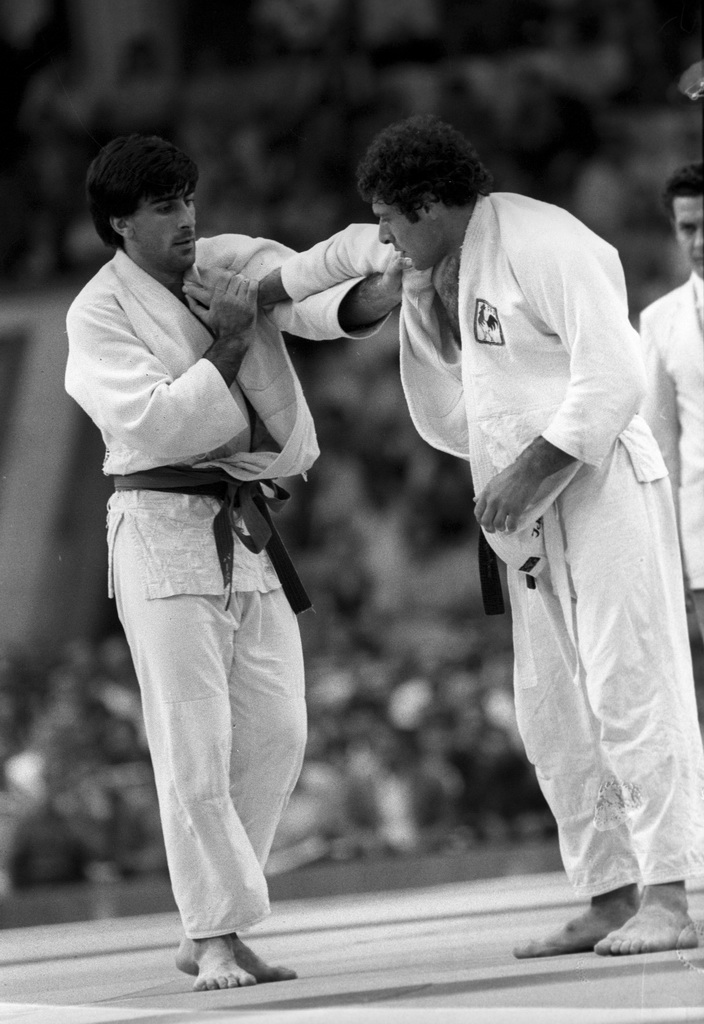
Bernard Tchoullouyan (rechts) gegen Ignacio Sanz (links)

| Platz | Land | Sportler             |
| ----- | ---- | -------------------- |
| 1     | URS  | Schota Chabareli     |
| 2     | CUB  | Juan Ferrer          |
| 3     | GDR  | Harald Heinke        |
| 3     | FRA  | Bernard Tchoullouyan |
| 5     | ROM  | Mircea Frățică       |
| 5     | ESP  | Ignacio Sanz         |
| 7     | BUL  | Georgi Petrow        |
| 7     | YUG  | Slavko Sikirić       |
|       |      |                      |
| 12    | SUI  | Thomas Hagmann       |

Datum: 29. Juli 1980 

24 Teilnehmer aus 24 Ländern

### Mittelgewicht (bis 86 kg)
| Platz | Land | Sportler             |
| ----- | ---- | -------------------- |
| 1     | SUI  | Jürg Röthlisberger   |
| 2     | CUB  | Isaac Azcuy          |
| 3     | URS  | Aleksandrs Jackēvičs |
| 3     | GDR  | Detlef Ultsch        |
| 5     | BRA  | Walter Carmona       |
| 5     | SWE  | Bertil Ström         |
| 7     | GBR  | Peter Donnelly       |
| 7     | CMR  | Henri-Richard Lobe   |
|       |      |                      |
| 19    | AUT  | Peter Seisenbacher   |

Datum: 28. Juli 1980 

27 Teilnehmer aus 27 Ländern

### Halbschwergewicht (bis 95 kg)

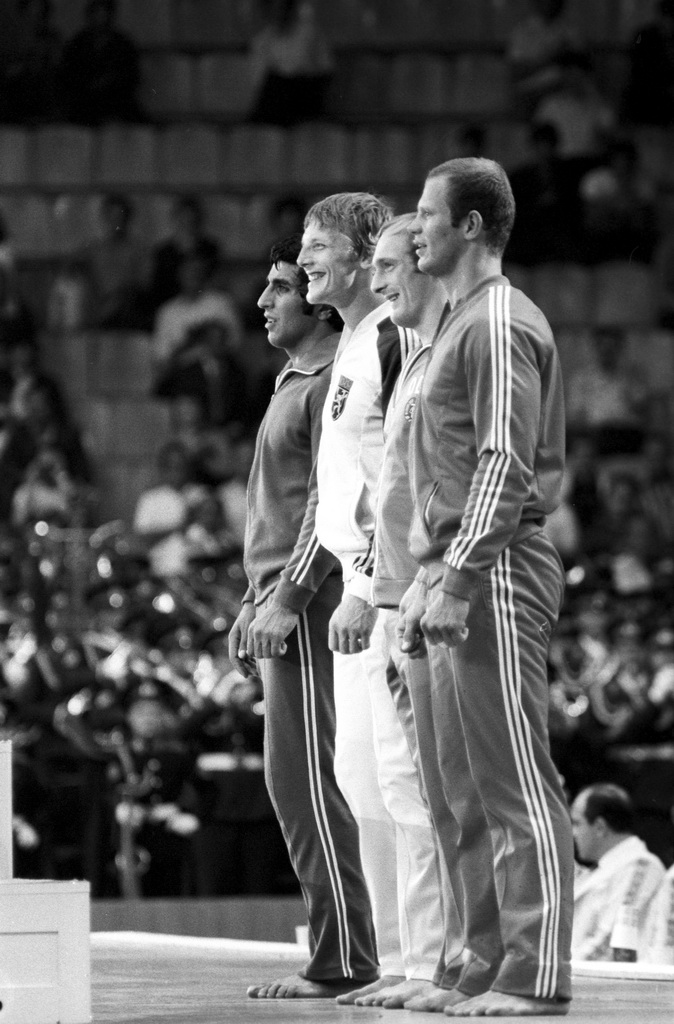
Von links nach rechts: Chubuluri, Van de Walle, Lorenz und Numan

| Platz | Land | Sportler            |
| ----- | ---- | ------------------- |
| 1     | BEL  | Robert Van de Walle |
| 2     | URS  | Tengis Chubuluri    |
| 3     | GDR  | Dietmar Lorenz      |
| 3     | NED  | Henk Numan          |
| 5     | HUN  | István Szepesi      |
| 5     | CUB  | Rolando José Tornés |
| 7     | ROM  | Daniel Radu         |
| 7     | FRA  | Jean-Luc Rougé      |
|       |      |                     |
| 13    | AUT  | Robert Köstenberger |

Datum: 27. Juli 1980 

23 Teilnehmer aus 23 Ländern

### Schwergewicht (über 95 kg)
| Platz | Land | Sportler          |
| ----- | ---- | ----------------- |
| 1     | FRA  | Angelo Parisi     |
| 2     | BUL  | Dimitar Saprjanow |
| 3     | TCH  | Vladimír Kocman   |
| 3     | YUG  | Radomir Kovačević |
| 5     | PRK  | Kim Myong-gyu     |
| 6     | GBR  | Paul Radburn      |
| 7     | POL  | Wojciech Reszko   |
| 8     | SUI  | Jean Zinniker     |

Datum: 27. Juli 1980 

16 Teilnehmer aus 16 Ländern

### Offene Klasse
| Platz | Land | Sportler                    |
| ----- | ---- | --------------------------- |
| 1     | GDR  | Dietmar Lorenz              |
| 2     | FRA  | Angelo Parisi               |
| 3     | GBR  | Arthur Mapp                 |
| 3     | HUN  | András Ozsvár               |
| 5     | URS  | Sergei Nowikow              |
| 5     | MGL  | Dambadschawyn Tsend-Ajuusch |
| 7     | ROM  | Pavel Drăgoi                |
| 8     | AUT  | Franz Berger                |

Datum: 2. August 1980 

18 Teilnehmer aus 18 Ländern